# Me voy (canción de Jesse & Joy)
«Me voy» es el primer sencillo del álbum ¿Con quién se queda el perro? del dúo mexicano Jesse & Joy. La canción fue lanzada el 2 de septiembre de 2011 a través de iTunes.

## Promoción
Para promocionar la canción se creó una gran campaña a través de YouTube en donde un gran número de artistas entre cantantes, actores y presentadores se grababan en vídeo cantando el coro de la canción, que fue el único fragmento del sencillo que los cantantes dieron a conocer antes del lanzamiento formal, y posteriormente lo subían a la cuenta oficial de Jesse & Joy en dicha red social.
Fueron más de 40 los famosos de México y de otros países los que prestaron su voz para publicitar y promover la canción, entre los cuales destacan:
- Camila
- Fonseca
- Reik
- Aleks Syntek
- Noel Schajris
- Ha*Ash
- Mijares
- Pambo
- Gian Marco
- Sergio Vallín de Maná
- Denisse Guerrero de Belanova
- Bryan Amadeus de Moderatto
- Paty Cantú
- Christian Chávez
- Jaime Camil

Asimismo, Twitter y Facebook sirvieron como vía para comunicar a los fanes sobre los vídeos que se iban agregando continuamente.

## Video
Para el video de la canción se hicieron dos versiones, la primera versión llamada 'Me Voy - Versión Fans' en donde participaron aquellos fanes que habían sido seleccionados previamente en un concurso llevado a cabo por YouTube; el video fue lanzado igualmente el día 5 de septiembre junto con el lanzamiento del sencillo digital y estuvo bajo la dirección de Paco Ibarra.
La segunda versión del vídeo fue la versión oficial, fue grabado utilizando la técnica de stop motion; y lanzado en su cuenta de Youtube el 11 de octubre.
El 15 de noviembre de 2012 dicho video fue ganador del Premio Grammy Latino en la categoría de 'Mejor video musical versión corta', en la XIII edición de los Grammy Latinos, en Las Vegas.

## Mejores Posiciones
A los pocos días de haber sido lanzada, la canción logró llegar a la posición #1 en la lista de iTunes México Top 100.
| Chart (2010)           | Mejor posición |
| ---------------------- | -------------- |
| México (iTunes México) | 1              |